# Valdemaras Venckaitis
Valdemaras Venckaitis (Tauragė, 4 de septiembre de 1983) es un deportista lituano que compitió en lucha grecorromana. Ganó una medalla de bronce en el Campeonato Mundial de Lucha de 2007 y una medalla de bronce en el Campeonato Europeo de Lucha de 2007. Su hermano Edgaras también campitió en lucha grecorromana.

## Palmarés internacional
| Campeonato Mundial | Campeonato Mundial | Campeonato Mundial | Campeonato Mundial |
| Año                | Lugar              | Medalla            | Categoría          |
| ------------------ | ------------------ | ------------------ | ------------------ |
| 2007               | Bakú (Azerbaiyán)  | Medalla de bronce  | 74 kg              |
| Campeonato Europeo |                    |                    |                    |
| Año                | Lugar              | Medalla            | Categoría          |
| 2007               | Sofía (Bulgaria)   | Medalla de bronce  | 74 kg              |